# Semecarpus bracteatus
Semecarpus bracteatus är en sumakväxtart som beskrevs av Carl Karl Adolf Georg Lauterbach. Semecarpus bracteatus ingår i släktet Semecarpus och familjen sumakväxter. Inga underarter finns listade i Catalogue of Life.